# Buggy (rijtuig)

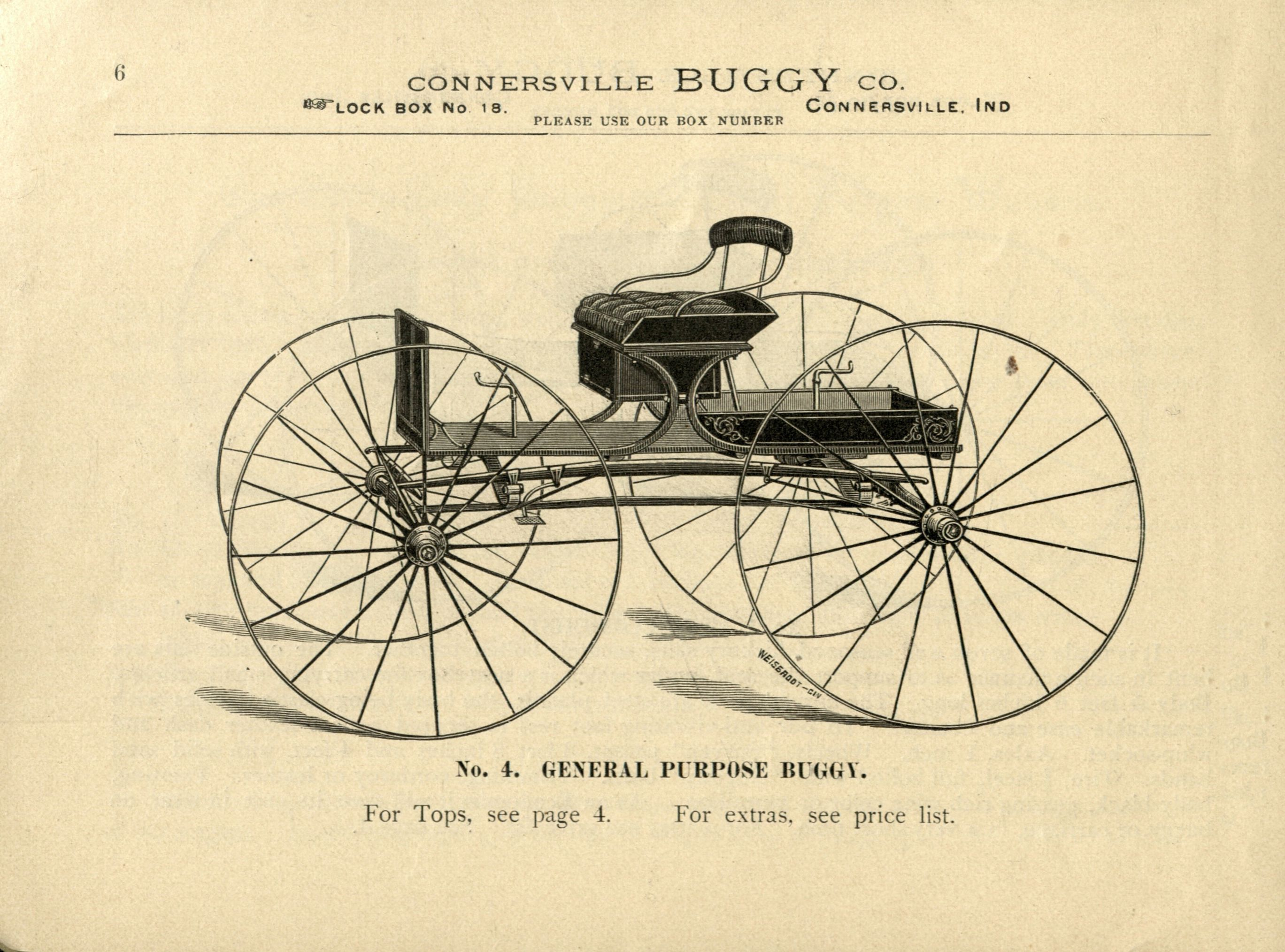
Connersville general purpose buggy

Een buggy is een licht vierwielig rijtuig zonder koetsiersbok met een enkele zitbank voor de bestuurder en eventueel een passagier. 

## Beschrijving
Het is een lichtgebouwd rijtuig met  een vrij eenvoudige kast, een zitbank voor een of twee personen en een klapbare overkapping. Buggy's hebben relatief grote wielen van nagenoeg dezelfde omvang. De kast hangt laag en de voorwielen kunnen  er niet onderdoor draaien. Ze hebben lange assen waardoor de wielen relatief ver van de kast geplaatst zijn. Ze zijn geveerd met ellipsveren en hebben vaak aan de achterzijde een beperkte ruimte voor de bagage. Deze koetsjes waren eind 19e eeuw zeer populair onder andere in de Verenigde Staten. Ze werden gebruikt voor dagelijkse boodschappen en zondagse plezierritjes. De paarden die men, overwegend als enkelspan, voor deze sportieve wagens gebruikte waren vlotte dravers, zoals bijvoorbeeld de Amerikaanse draver (American Standardbred). 
Deze rijtuigen werden door diverse ondernemingen in verschillende steden op industriële wijze vervaardigd. Ze kwamen eind 19e eeuw voor in tal van variaties, waarvan nog voorbeelden terug te vinden zijn in oude verkoopcatalogi. Alleen de staat Indiana telde al minstens vijf fabrieken, zoals de Studebaker Brothers Manufacturing Company, en de Connersville Buggy Company. 
Enkele types:
- Connersville general purpose buggy
- Connersville stick seat buggy
- Studebaker goddard buggy
- Studebaker stanhope buggy

De Amish, een mennonitische geloofsgemeenschap in Noord-Amerika, mogen van hun geloof geen auto's bezitten en gebruiken vaak nog steeds een traditionele 'horse and buggy' als vervoersmiddel.
Dit type paard en wagen ziet men vaak met een rechthoekige en aan drie kanten gesloten kastopbouw, maar dit kan verschillen naargelang de tradities binnen de verschillende geloofsrichtingen.

## Afbeeldingen

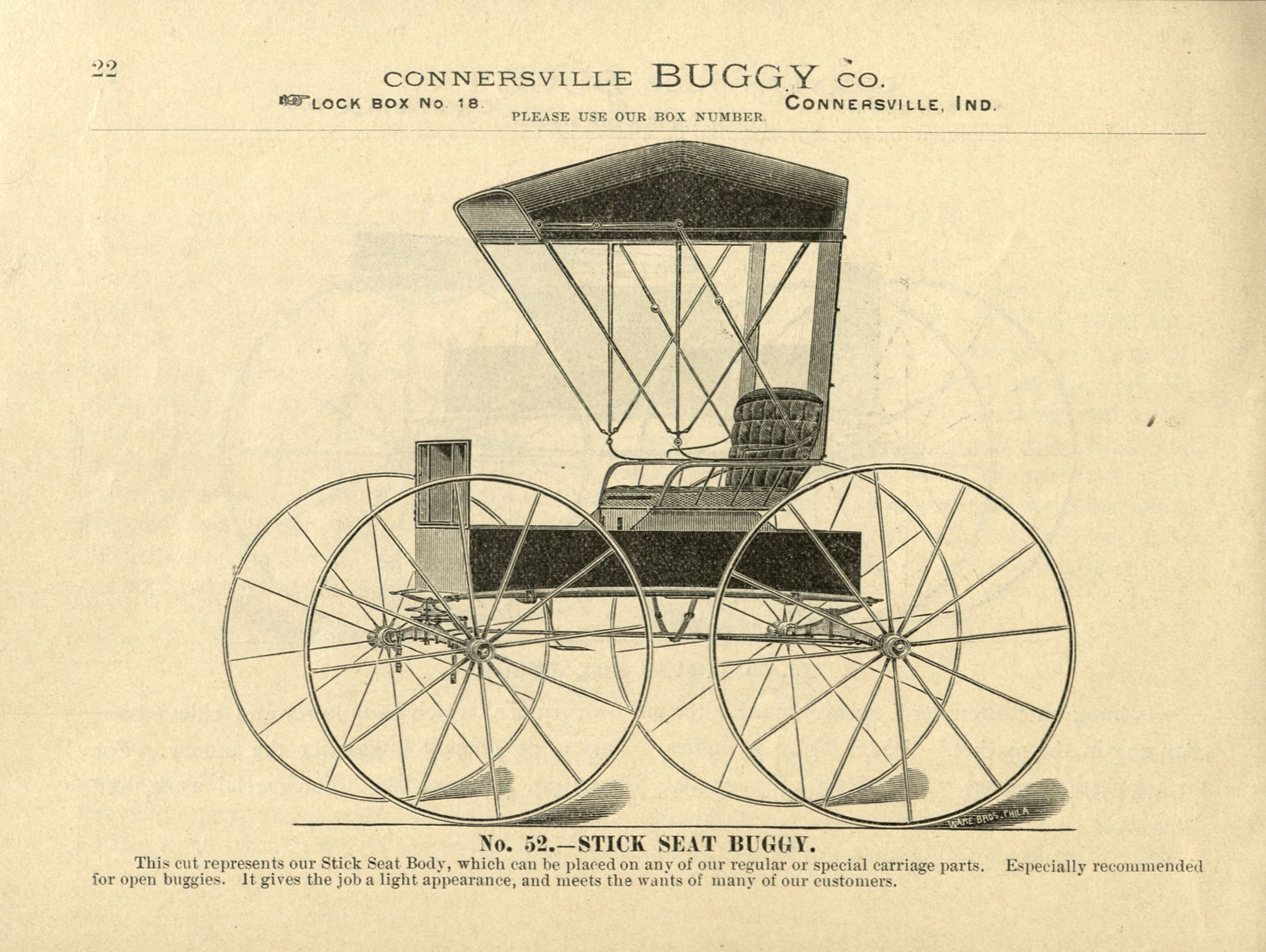
Connersville Buggy Company, stick seat buggy, verkoopadvertentie
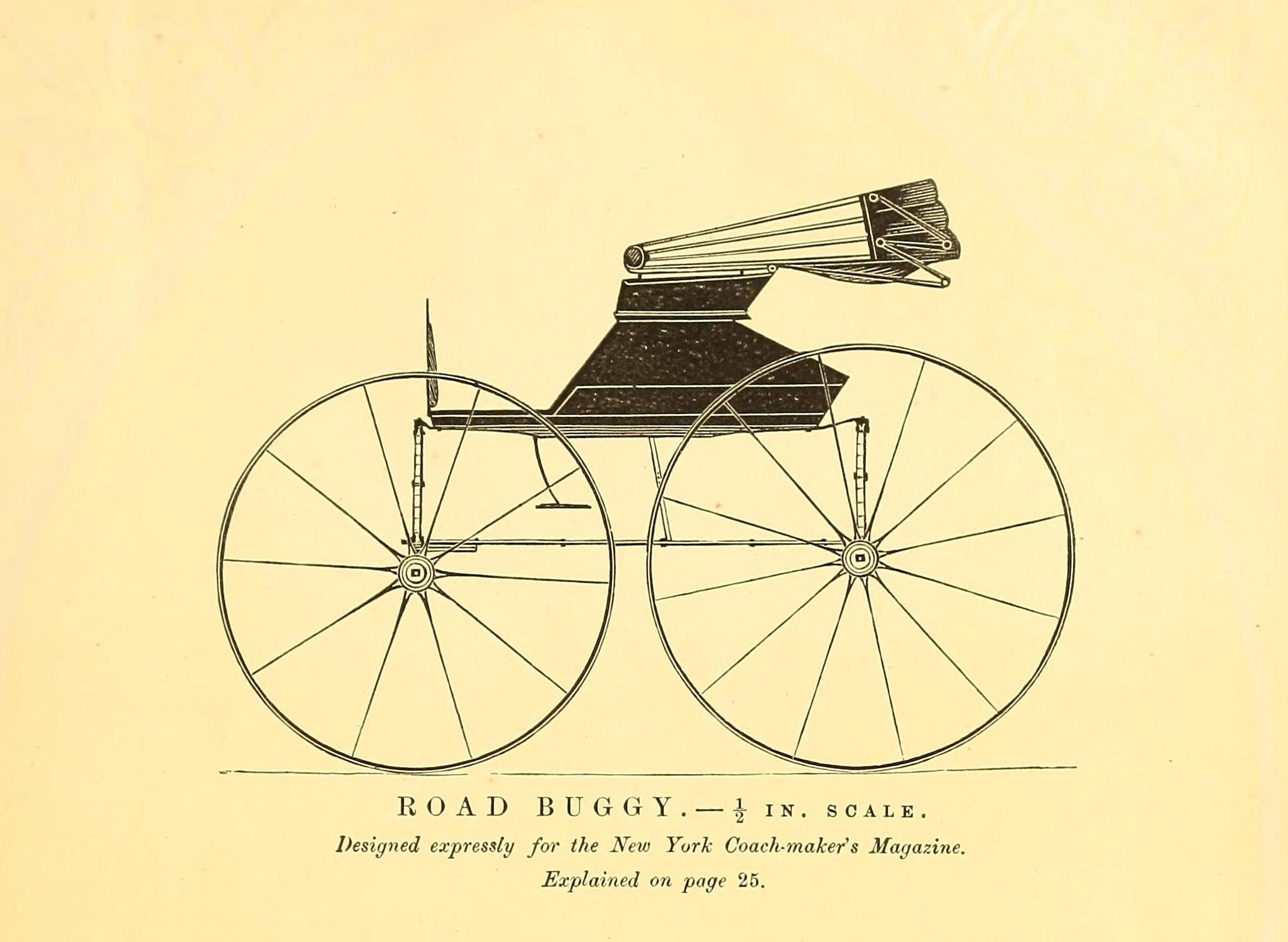
Road buggy, 1871, uit New York Coach-Makers Magazine
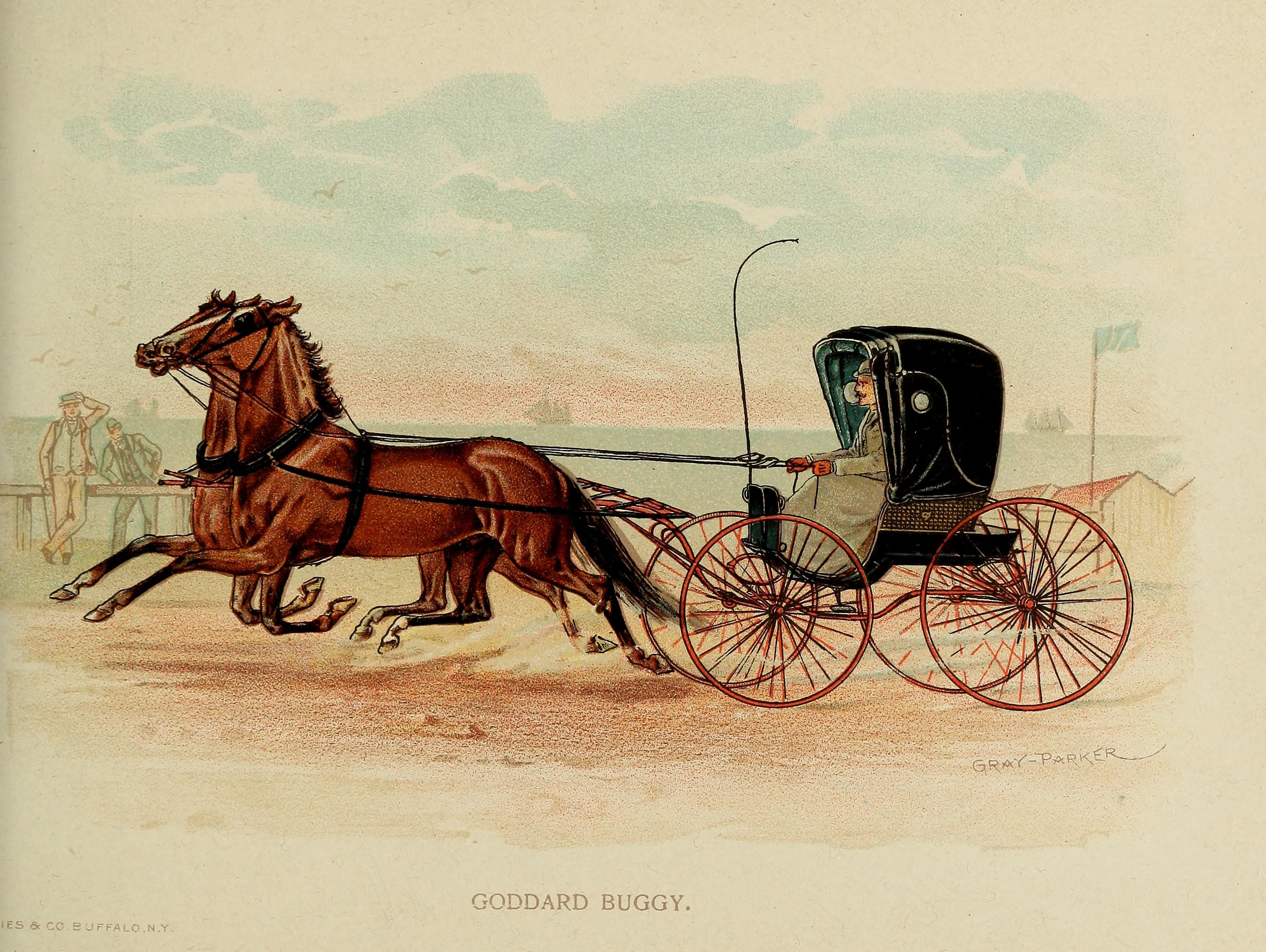
Studebaker Goddard Buggy met dubbelspan, 1893, artistieke impressie
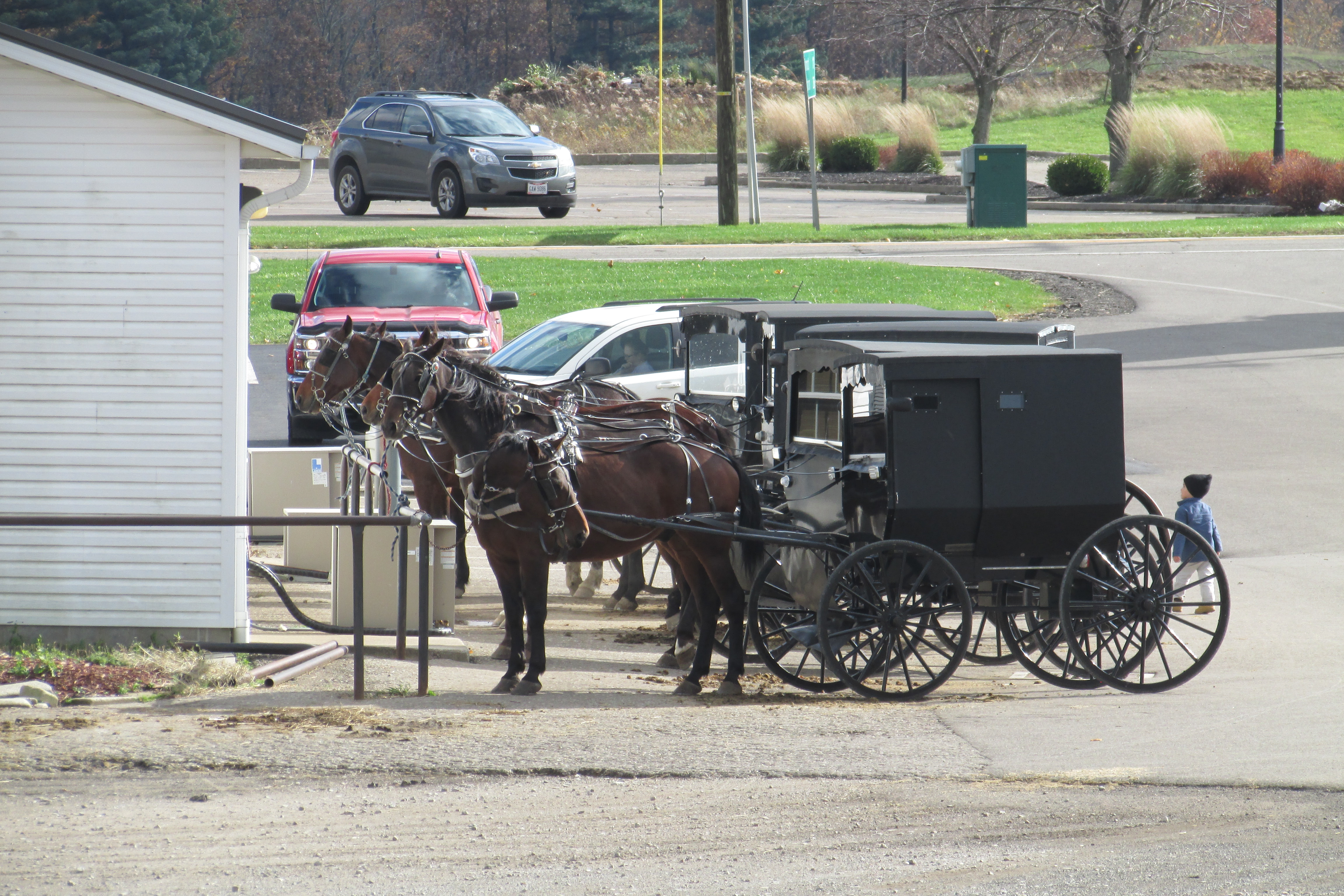
Geparkeerde Amish buggy's in Holmes County (Ohio)